# یوریپیلوس (پسر تلفوس)

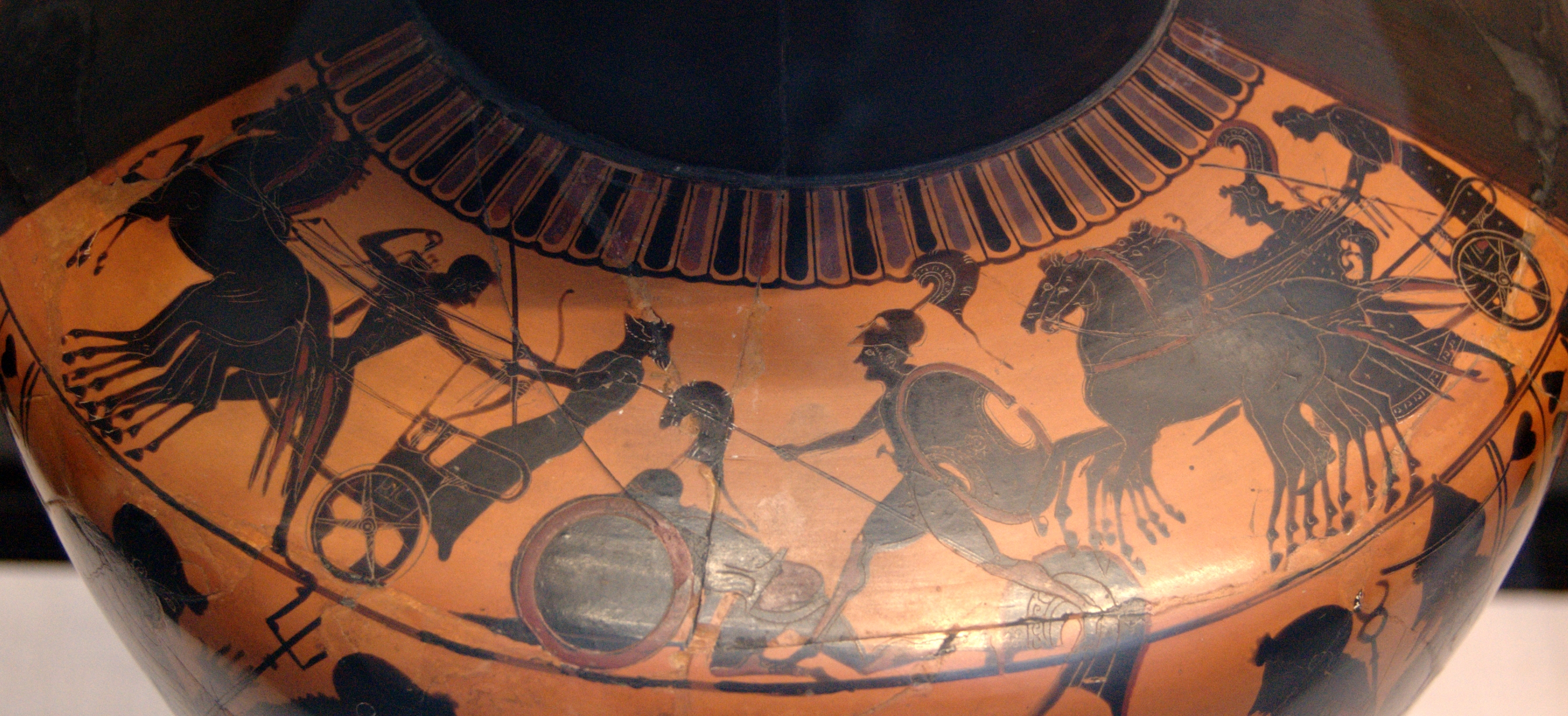
یوریپیلوس (؟) توسط نئوپتولموس نئوپتولموس کشته شد. آتیک هیدریای سیاه پیکر منسوب به نقاش آنتیمن، ۵۵۰–۵۰۰ قبل از میلاد، موزه مارتین فون واگنر (L 309).

یوریپیلوس (یونانی باستان: Εὐρύπυλος) پسر تلفوس، پادشاه میسیا بود. او یک جنگجوی بزرگ بود که یک گروه میسیایی را رهبری می‌کرد که در کنار تروجان‌ها (تروآ (شهر)) علیه یونانیان در جنگ تروآ جنگیدند. او ماچائون را کشت و خود توسط نئوپتولموس پسر آشیل کشته شد.

## در ایلیاد هومر
رهبر گروه میسیا و پسر تلفوس پادشاه میسیا، یوریپیلوس توسط هومر در کنار ممنون، زیباترین مرد جهان توصیف شده‌است. در اوایل جنگ تروآ، یونانی‌ها به اشتباه به میسیا حمله کردند و فکر کردند که به تروا رسیده‌اند. اگرچه حمله یونانی‌ها تلفوس را شکست داد، پدر یوریپیلوس زخمی شد. تلفوس در ازای درمان زخم خود به یونانیان قول می‌دهد که به تروا کمکی ارسال نکند. این وعده تا زمانی که پریاموس هدایایی را برای مادر یوریپلیوس می‌فرستد و دست یکی از دخترانش را به عقد او درمی‌آورد، حفظ می‌شود. یوریپیلوس در مراحل پایانی جنگ به تروا می‌رسد و بسیاری از یونانیان از جمله قهرمان ماچائون را که قبلاً پدرش تلفوس را شفا داده بود و دو سرباز یونانی دیگر می‌کشد. بسیاری دیگر از سربازان یونانی نیز توسط یوریپلیوس کشته شدند تا اینکه او با نئوپوتلموس، پسر آشیل مواجه شد. در نبرد متعاقب آن، نئوپوتلموس، یوریپیلوس را با همان نیزه‌ای که آشیل زمانی برای زخمی کردن و درمان تلفوس استفاده کرد، می‌کشد.